# Schauspiele, welche auf der Schönemannschen Schaubühne aufgeführt worden (1748–1752)
Johann Friedrich Schönemann war einer der ersten Theaterdirektoren, der seine Repertoire-Stücke gesammelt herausgab und damit gewissermaßen Gottscheds Deutsche Schaubühne fortsetzte.

## Zur Sammlung
Es sind zwischen 1748 und 1752 insgesamt sechs Bände mit je sechs Titeln erschienen. Der komplette Titel der Sammlung lautet: Schauspiele, welche auf die [/der] von Sr. Königl. Majestät in Preussen und von Ihro Hochfürstl. Durchl. zu Braunschweig und Lüneburg privilegirten Schönemannischen Schaubühne aufgeführet werden.
Im ersten Band sind ausschließlich Übersetzungen enthalten, „da die Anzahl unserer deutschen erträglichen Stücke noch lange nicht hinreichend ist [...].“
Schönemann gibt später eine weitere Sammlung mit dem Titel Neue Sammlung von Schauspielen[,] herausgegeben von Johann Friedrich Schönemann heraus (drei Bände, 1754–1763).

## Übersicht über die einzelnen Bände und enthaltene Werke
Die Bände sind in Reinhart Meyers Bibliographia Dramatica et Dramaticorum verzeichnet. Reihenfolge der Titel wie im Band. Stücke sind je einzeln paginiert.
Erster Theil. Sechs Schauspiele aus dem Französischen übersetzt. Braunschweig und Hamburg 1748, enthält:
1. Oedipp. Ein Trauerspiel [in fünf Handlungen] des Herrn von Voltaire (Digitalisat)
2. Die Schwärmerey, oder Mahomet der Prophet. Ein Trauerspiel [in fünf Handlungen] des Herrn von Voltaire (Digitalisat)
3. Der verehlichte Philosoph, oder Der Mann, der sich schämet, einer zu seyn. [Lustspiel in fünf Handlungen, aus dem Franz. des Destouches übers.] (Digitalisat)
4. Der Spieler. Ein Lustspiel [in fünf Handlungen] Des Herrn Regnard (Digitalisat)
5. Die Gratien. Ein Lustspiel in einer Handlung aus dem Französischen übersetzt (Digitalisat)
6. Zeneide. Ein Lustspiel in einer Handlung aus dem Französischen des Herrn von Cahusac (Digitalisat)

Zweiter Theil. Braunschweig und Leipzig 1748, enthält:
1. Polyeuctes, Ein christlicher Märtyrer. Ein Trauerspiel [in fünf Handlungen]. – Aus dem Französischen des Herrn P. Corneille übersetzt
2. Der Cid. Ein Trauerspiel [in fünf Handlungen] aus dem Französischen des Herrn P. Corneille übersetzt
3. Die Candidaten, oder: Die Mittel zu einem Amte zu gelangen. Ein Lustspiel in fünf Handlungen [von J. Chr. Krüger] (Digitalisat)
4. LE FAUCON OU LES OYES DE BOCACE. Der Falke oder Bocacens Gänse. Ein Lustspiel von dreyen Handlungen. Aus dem Französischen des Herrn de L’Isle übersetzt
5. Der Teufel ein Bärenhäuter. Ein Lustspiel in einer Handlung in Versen, von Johann Christian Krüger
6. Le Francois a Londres. Der Franzos zu London. Ein Lustspiel von einer Handlung. Aus dem Französischen des Herrn du Boissy, übersetzt

Dritter Theil. Braunschweig und Leipzig 1749, enthält:
1. Cinna oder die Gnade des Augustus, ein Trauerspiel [in 5 Handlungen]. Aus dem französischen der Herrn P. Corneille übersetzt
2. Alexander der Grosse. Ein Trauerspiel [in 5 Handlungen] aus dem französischen des Racine übersetzt
3. Timon Der Menschenfeind. Ein Lustspiel [in 3 Handlungen] aus dem Französischen [des de l’Isle] übersezt, nebst dem dazu gehörigen Vorspiele
4. Der Fabelmacher Momus, oder Vulkans Hochzeit. Ein Lustspiel in einer Handlung [aus dem Franz. des Fucelier übers.]
5. Die Heyrath durch Wechselbriefe, ein Lustspiel in Versen in einem Aufzuge mit einer Lustbarkeit aus Den [sic!] Französischen des Herrn Poisson übersetzt
6. Die Nonnen, ein Lustspiel von einem Aufzuge, von J. T.

Vierter Theil. Braunschweig und Leipzig 1749, enthält:
1. Regulus, Ein Trauerspiel [in 5 Handlungen] aus dem Französischen des Herrn Pradon übersetzt [von J.U. König]
2. Cäsars Tod, Ein Trauerspiel [in 3 Handlungen] Des Herrn von Voltaire [aus d. Franz. übs. von Scharffenstein]
3. Democrit. Ein Lustspiel [in 5 Handlungen] aus dem Französischen des Herrn Regnard, übersetzt von H. G. Koch
4. La Familie. Die Familie. Ein Lustspiel in einer Handlung, aus dem Französischen übersetzt
5. La chercheuse d'esprit. Die Verstandsucherinn. Ein Lustspiel in einem Aufzuge aus dem Französischen des Herrn Favart übersetzt
6. Der betrogene Kadi, ein Nachspiel von einer Handlung von T. (Digitalisat)

Fünfter Theil. Braunschweig und Leipzig 1751, enthält:
1. Catilina. Ein Trauerspiel des Herrn von Crebillon
2. Sidnei oder Der Selbstmord, Ein Lustspiel des Herrn Gresset
3. Der blinde Ehemann. Ein Lustspiel von drey Aufzügen [von Johann Christian Krüger]
4. Der prächtig Freygebige, Ein Lustspiel in zweyen Aufzügen aus dem Französischen [des Marmontel] übersetzt
5. Der Menschenfreund, Oder der Freund der ganzen Welt. Ein Lustspiel in einer Handlung aus dem Französischen des Herrn le Grand
6. Herzog Michel. Ein Lustspiel von einer Handlung, in Versen, [von Johann Christian Krüger.] Nach dem ausgerechneten Glücke in den neuen Beyträgen zum Vergnügen des Verstandes und Witzes, vierter Band, erstes Stück

Sechster Theil. Braunschweig und Leipzig 1752, enthält:
1. Andromacha, ein Trauerspiel in fünf Handlungen aus dem Französischen des Herrn Racine [von Misler]
2. Sancio und Sinilde. Die Stärke der Mütterlichen Liebe. Ein Schauspiel in fünf Aufzügen [von Heinrich Gottfried Koch (?)]
3. Die Rechtenden oder die Proceßsüchtigen. Ein Lustspiel des Herrn von Racine
4. Die Heyrath durchs Loos. Ein Lustspiel in dreyen Aufzügen [von Christian Leberecht Martini]
5. Das Orakel, ein Lustspiel in einem Aufzuge. aus dem Französischen [des Saintfoix] übersetzt
6. Der bestrafte Hochmuth, ein Nachspiel in einer Handlung [von D.O. ( = Martini?)]